# Huánuco (distrito)
O Distrito peruano de Huánuco é um dos onze distritos que formam a Província de Huánuco, situada no Departamento de Huánuco, pertencente a Região Huánuco, na zona central do Peru.

## Transporte
O distrito de Huánuco é servido pela seguinte rodovia:
- HU-108, que liga a cidade ao distrito de Churubamba
- HU-112, que liga a cidade ao distrito de Umari
- PE-3N, que liga o distrito de La Oroya (Região de Junín) à Puerto Vado Grande (Fronteira Equador-Peru) no distrito de Ayabaca (Região de Piura)
- PE-18A, que liga o distrito de Luyando à cidade de Pillco Marca [1][2][3]